# 2012年ロンドンオリンピックのクック諸島選手団
2012年ロンドンオリンピックのクック諸島選手団（2012ねんロンドンオリンピックのクックしょとうせんしゅだん）は、2012年7月27日から8月12日までイギリスのロンドンで開催されたロンドンオリンピッククック諸島選手団の名簿。

## 選手団
- 人員: 選手 8人
- 開会式旗手: Helema Williams

## 種目別選手・スタッフ名簿及び成績

### 陸上競技
- Patrick Tuara（男子100m）11秒72 予備予選敗退
- Patricia Taea（女子100m）12秒47 予備予選敗退

### カヌー
- Ella Nicholas（女子スラローム・カヤックシングル）予選敗退
- Joshua Utanga（男子スプリント・カヤックシングル200m、1000m）其々予選敗退

### セーリング
- Helema Williams（女子レーザーラジアル級）

### 競泳
- Zachary Payne（男子50m自由形）25秒26 予選敗退
- Celeste Brown（女子50m自由形）29秒36 予選敗退

### ウエイトリフティング
- Luisa Peters（女子75kg超級）